# Arménie aux Jeux olympiques d'hiver de 2002
L'Arménie participe aux Jeux olympiques d'hiver de 2002, organisés à Salt Lake City aux États-Unis. Ce pays prend part à ses troisièmes Jeux olympiques d'hiver. Neuf athlètes arméniens, cinq hommes et quatre femmes, prennent part à la manifestation. La délégation arménienne ne remporte pas de médaille.